# Савинов, Михаил Иванович
Михаил Иванович Савинов (1903—1978) — народный комиссар внутренних дел Якутской АССР, генерал-майор (1945).

## Биография
Родился в русской семье крестьянина-бедняка. Пастух общественного стада, деревень Юркино и Решеткино с апреля 1915 по ноябрь 1920, затем пастух в сельском земельном обществе деревни Горютино Волоколамского уезда с ноября 1920 по ноябрь 1921. Рабочий в кустарной мастерской родной деревни с ноября 1921 по сентябрь 1925.
В 1925 курсант полковой школы, затем в РККА, командир отделения. Член ВКП(б) с сентября 1927. В 1927—1930 заведующий избой-читальней, председатель Правления сельскохозяйственного кредитного товарищества, инспектор районного отделения народного образования в Ржевском уезде (округе). В 1930—1933 учился в Коммунистическом университете Западной области в Смоленске. В 1933—1937 партийный организатор КП(б) Украины колхоза «Пролетарий», секретарь комитета КП(б) Украины, заместитель директора Ставищанской МТС по политической части в Киевской области. В 1937—1939 1-й секретарь Ставищенского районного комитета КП(б) Украины.
В 1939—1941 народный комиссар внутренних дел и государственной безопасности Мордовской АССР. В 1941—1946 народный комиссар, затем министр внутренних дел Якутской АССР. В 1946—1948 начальник Управления МВД по Закарпатской области. В 1949—1950 начальник Отдела по борьбе с бандитизмом Управления МВД по Запорожской области. В 1950—1953 начальник Отдела Управления МВД по Сталинской области. С октября 1953 в отставке, пенсионер.

### Звания
- 21.02.1939, капитан государственной безопасности;
- 14.02.1943, полковник государственной безопасности;
- 24.11.1944, комиссар государственной безопасности;
- 09.07.1945, генерал-майор.

### Награды
- орден «Знак Почёта», 26.04.1940;
- знак «Заслуженный работник НКВД», 04.02.1942;
- орден Красной Звезды, 20.09.1943;
- 4 медали.